# Borteralp
Die Borteralp (walliserdeutsch Bortäralpu) liegt an der linken Flanke des vorderen Turtmanntals im Schweizer Oberwallis und umfasst ein Weidegebiet zwischen 1800 und 2600 m ü. M. Sie zeigt den für die Region typischen dreistafeligen Betrieb mit Vorsass auf 1850 m, dem mittleren Stafel zär Pletschu auf 2180 m und Ängi auf 2350 m als oberstem Weidebezirk. Durch die Borteralpe fliesst der Borterbach, welcher aus dem geteilten See auf 2412 m entspringt und in die Turtmänna mündet.
Auf der Borteralp wurde bis in die frühen 1970er Jahre gekäst und Alpwirtschaft betrieben. Danach wurde der genossenschaftliche Betrieb aufgeben und die Alpweiden werden seither von einzelnen Bauern mittels Verpachtung erhalten und bewirtschaftet.

## Geographie

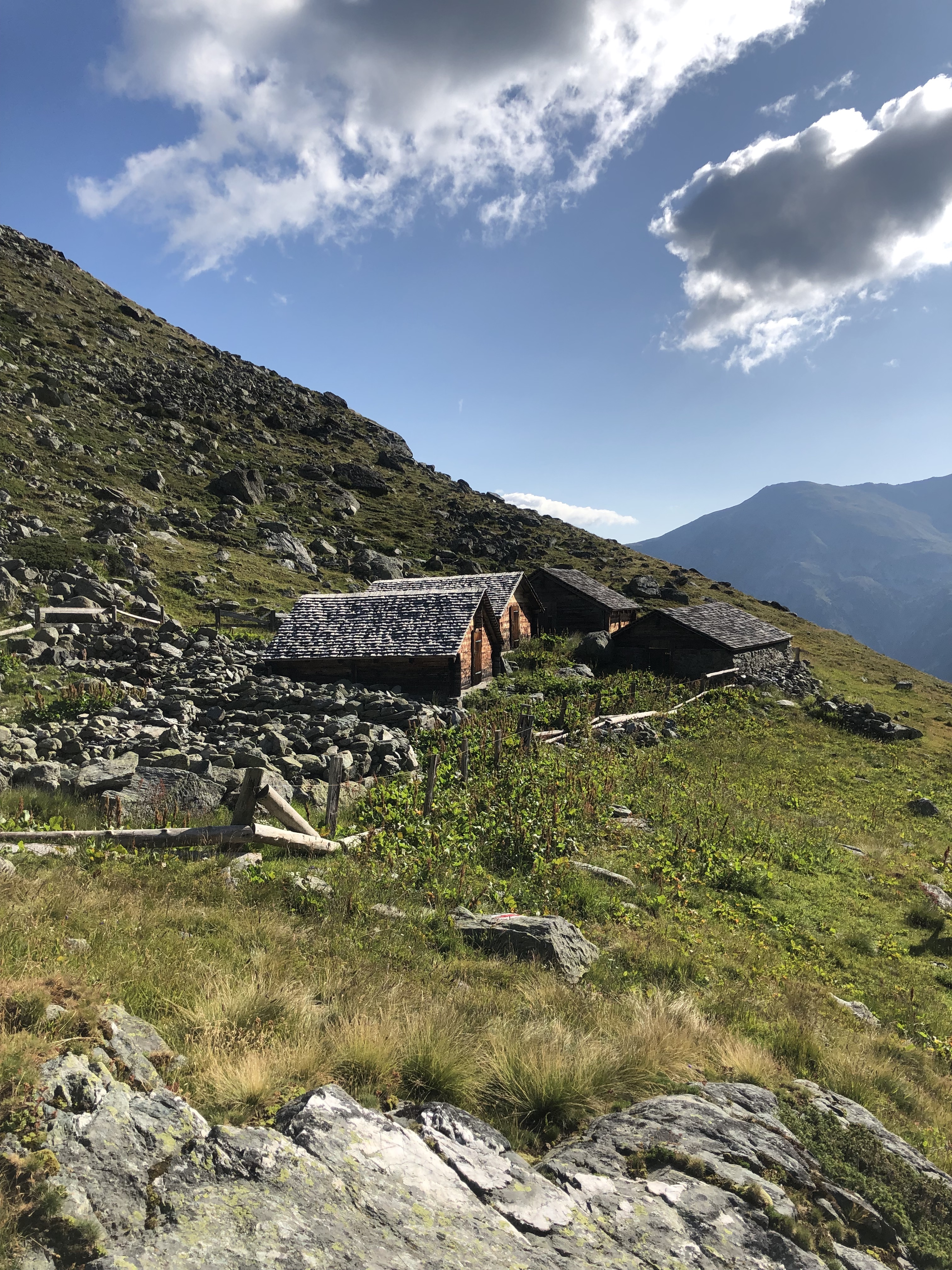
Alpgebäude des obersten Stafel Ängi.

Die Borteralp grenzt in nördlicher Richtung an der Raftalp. Südlich wird die Borteralp durch einen Gebirgskamm bestehend aus Meidspitz (2934 m), Rotighorn (2958 m), Tällispitze (2862 m) und Pletschhorn (2749 m) begrenzt. In östlicher Richtung findet die Alpe an der Kantonsstrasse Gruben-Oberems ihr Ende und in westlicher Richtung am Ochsenpass bzw. Bella Tolla.
Die Borteralp ist – im Gegensatz zu vielen anderen Alpen im Turtmanntal – nur mittels Wanderwege erreichbar. Ausgangspunkt ist der mittlere Stafel Vorsass der benachbarten Raftalp, von wo aus die drei Stafeln der Borteralp erreichbar sind. Der mittlere Stafel der Raftalp ist einerseits via Höhenweg ab Giebjini Oberstafel erreichbar, andererseits via Wanderweg ab dem Stafel Flesch durch den Grossgiguferwald und auch noch ab dem Stafel Gasalpji. Der unterste Staffel der Borteralp (Bortervorsass) ist auch direkt vom Gasalpji zu erreichen, ohne zuvor in den mittleren Stafel der Raftalp aufzusteigen.

## Bewirtschaftung
Die Borteralp ist in drei Stafel eingeteilt. Dies sind kleine Häusergruppen, welche bis Mitte der 1970er Jahre den Bauern dazu dienten, ihr Vieh zu sömmern. Im Frühjahr zogen die Bauern dabei mit ihrem Vieh zuerst vom Heimatort in die Voralpen, dann in den unteren Stafel, dann in den mittleren Stafel und im Hochsommer auf den oberen Stafel und anschliessend wieder rückwärts.
Da seit den 1970er Jahren der Alpbetrieb auf der Borteralp reduziert wurde, führte diese nur teilweise Nutzung zum allmählichen Verfall der Alpgebäude. 1995 hat die Alpgeteilschaft Borter den Grundsatzentscheid zur Sanierung der Gebäude gefällt. 1999 wurde mit einer umfassenden Sanierung der Borteralpe begonnen. Dank finanzieller Unterstützung des Bundes, des Kantons Wallis, der Gemeinde Oberems, des Fonds Landschaft Schweiz, der Schweizerischen Berghilfe sowie Coop Schweiz konnte die Sanierung 2001 abgeschlossen werden.